# (37819) 1998 BE5
1998 بي إي 5 (ويعرف أيضًا باسم (37819) 1998 بي إي 5 وفق تسمية الكوكب الصغير) (بالإنجليزية: 1998 BE5)‏ هو كويكب ضمن حزام الكويكبات؛ وترتيبه 37819 من حيث الاكتشاف.
اكتُشف هذا الجُرم الفلكي بواسطة Frank B. Zoltowski ‏ في 20 يناير 1998.

## وصلات خارجية
- (37819) 1998 BE5 في قاعدة بيانات مختبر الدفع النفاث لأجرام النظام الشمسي الصغيرة

- الاكتشاف · مخطط المدار ·  العناصر المدارية · المعلمات المادية

- (37819) 1998 BE5 على موقع ويكي سكاي: DSS2, SDSS, GALEX, IRAS, Hydrogen α, X-Ray, Astrophoto, Sky Map, Articles and images